# Karl Holmqvist
Karl Holmqvist, född 1964 i Västerås, är en svensk konstnär och språkaktivist känd för sina textbaserade verk, sin poesi och sina uppläsningar. Karl Holmqvist bor och arbetar i Berlin.

## Venedigbiennalen
I juni 2011 medverkar Karl Holmqvist vid Venedigbiennalens internationella temautställning Illuminations, sammanställd av den schweiziska curatorn Bice Curiger. Med en väggdikt belyser han en del av den moderna konsthistorien, tillika Europas moderna historia. En sammansmältning av konstnärlig avantgardism och fascism ägde nämligen rum i Italien på 1930-talet, då den italienska futurismens mest energiske och kände företrädare Marinetti blev kulturminister under Mussolini. En modell av Mussolinis ökända fascistpalats utanför Rom återges i sammanhanget, liksom ett citat från tiden, om italienarna som ett folk av poeter, konstnärer, hjältar och helgon.

## Utställningar
- Venedigbiennalen (2011)
- Institute of Contemporary Arts (2009)
- Chelsea Art Museum (2009)
- The Living Art Museum (Reykjavik, 2008)
- Tensta Konsthall (2008)
- Manifesta 7 - Comitato Manifesta 7, Trentino (2008)
- PERFORMA 05 - Performa, New York City, NY (2005)

## Fotnoter
1. ↑  SNAC, SNAC Ark-ID: w6wq3pn2, läs online, läst: 9 oktober 2017.[källa från Wikidata]
2. ↑  Nationalencyklopedin, Nationalencyklopedin-ID: karl-holmqvistnationalencyklopedin, läst: 9 oktober 2017.[källa från Wikidata]
3. ↑  BIBSYS, NORAF-ID: 506055090055718.[källa från Wikidata]
4. ↑  Union List of Artist Names, ULAN: 500676871, läs online, läst: 6 december 2024.[källa från Wikidata]
5. ↑  Dansk fågeldans och tysk totalkonst. Erika Josefsson, TT Spektra, Borås Tidning, del 2, s 2, 2011-06-05.